# كنكا
كَنْكَا بالمدّ (بالهندستانية: گنگا/गंगा) صنم أنثى يمثّل نهر الكنك وبها سمّي هذا النهر، وهي من معبودات الهنود. تأتي على صورة امرأة بيضاء جميلة، وربما صُورت على حاملها المسمى مَكَرَ، وهو حيوان بحري مركب من حيوانين ما دون الرأس منه سمكة. وقد جاء ذكرها في النصوص المتأخرة عن الوِيدِ مثل الرامائن والمَهابَارَت والبُران، ولعلها ذكرت قبل ذلك فقد ورد لفظ «كنكا» في الرِّكْوِيد على أنه لا يُعلم على وجه التحقيق أيراد به النهر أم غيره.

## روابط خارجية
- The Life Of Ganga
- Ganga Ma: A Pilgrimage to the Source a documentary that follows the Ganges from the mouth to its source in the Himalayas.